# セゲ空港
セゲ空港（Seghe Airport）は、ソロモン諸島ニュージョージア島セゲ（Seghe）にある空港。
セゲ空港のある土地には第二次世界大戦中にセギ・ポイント飛行場があり、レンドバとムンダ・ポイントへの上陸に利用された。1943年7月にシービーと海兵隊強襲大隊によって11日間以内の短期間に建設された。

## 就航路線
| 航空会社     | 就航地           |
| ------------ | ---------------- |
| ソロモン航空 | ホニアラ, ムンダ |